# 즐라테모라우체

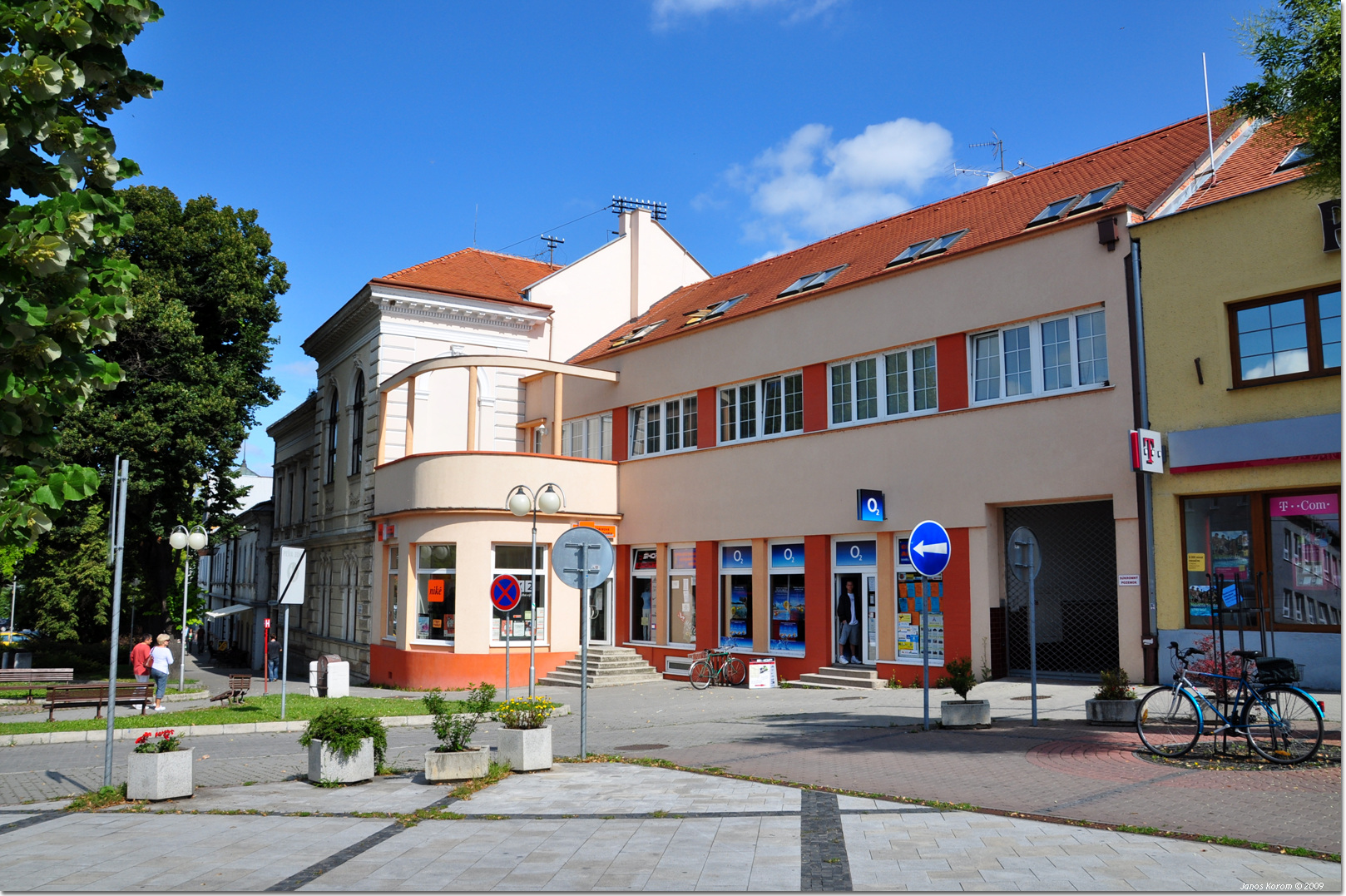
즐라테모라우체

즐라테모라우체(슬로바키아어: Zlaté Moravce, 헝가리어: Aranyosmarót 어러뇨슈머로트[*], 독일어: Goldmorawitz 골트모라비츠[*])는 슬로바키아 남서부 니트라 주에 위치한 도시로 면적은 27.15km2, 높이는 196m, 인구는 13,345명(2006년 기준), 인구 밀도는 492명/km2이다. 브라티슬라바에서 약 120km, 니트라에서 약 32km 정도 떨어진 곳에 위치한다.